# Omikron Piscium
ο Piscium (Omikron Piscium) ist ein Stern im Sternbild Fische. Er gehört der Spektralklasse K0 III an, besitzt eine scheinbare Helligkeit von 4,3 mag und ist ca. 280 Lichtjahre von der Sonne entfernt. Als ekliptiknaher Stern kann Omikron Piscium vom Mond und sehr selten von Planeten bedeckt werden.
Omikron Piscium trägt den historischen Eigennamen Torcularis Septentrionalis (lat. „(von) der nördlichen Weinpresse“).